# Josette Day
Josette Day (París, 31 de julio de 1914 – París, 27 de junio de 1978) fue una actriz cinematográfica francesa.
Nacida Josette Noëlle Andrée Claire Dagory, inició su carrera como actriz infantil en 1919 a la edad de cinco años. Con dieciocho, Day era amante de Paul Morand y más tarde tuvo una relación con el famoso escritor y director francés Marcel Pagnol, al que conoció en enero de 1939 y duró parte de la Segunda Guerra Mundial. No se llegaron a casar.
En 1946, realizó su interpretación más conocida, al lado de Jean Marais, como Bella en la película de Jean Cocteau La Bella y la Bestia.
Sus películas incluyen Allo Berlín? Ici París! (1932), El Alegre Monarca (basado en Les Aventures du roi Pausole) (1933), Lucrèce Borgia (1935), L'homme du jour (1937), Accord final (1938), La Belle et la Bête (1946) y Les Parents terribles (1948).
A pesar de su participación en numerosas películas francesas famosas, Day terminó su carrera como actriz en 1950 con tan solo treinta y seis años. Se retiró para casarse con el rico empresario químico Maurice Solvay (descendiente de Ernest Solvay, fundador de la notable compañía Solvay). En febrero de 1959, durante un crucero por el Pacífico, ella y Solvay conocieron a una niña tahitiana de cuatro años mendigando en un mercado de Papeete llamada Hinano Tiatia, a quien la pareja tomó bajo su tutela legal y que será el centro de la disputa por la millonaria herencia de Solvay al no haber sido aun adoptada formalmente en el momento de su muerte repentina en 1960.

## Filmografía seleccionada
- Ici Berlin (1932)
- El campeón del Regimiento (1932)
- Señorita Helyett (1933)
- El Barbero de Sevilla (1933)
- Antonia (1935)
- Lucrezia Borgia (1935)
- El club de las mujeres (1936)
- La llama (1936)
- Ménilmontant (1936)
- El hombre de la hora (1937)
- El Patriota (1938)
- Los Cinco Céntimos de Lavarede (1939)
- Monsieur Brotonneau (1939)
- La hija del cavador de pozos (1940)
- Arlette et l'amour (1943)
- La Bella y la Bestia (1946)
- Les Parents terribles (1948)
- Swiss Tour (1950)